# Iwar Werlen
Iwar Werlen (* 21. Februar 1947 in Brig) ist ein Schweizer Sprachwissenschaftler. Als ordentlicher Professor war er Inhaber des Lehrstuhls für Allgemeine Linguistik und Mitdirektor des Instituts für Sprachwissenschaft der Universität Bern. Seit dem 1. August 2012 ist er im Ruhestand, unterrichtet aber bis auf Weiteres an der Universität Bern. Er gilt als ein führender Vertreter der Mehrsprachigkeitsforschung weit über die Schweizer Landesgrenzen hinaus.

## Leben
Der 1947 in Brig (VS) geborene Iwar Werlen legte 1967 die Matura in Stans (NW) ab. Nach Studien der Theologie und der Philosophie studierte er von 1971 bis 1975 Germanistik, Philosophie und Allgemeine Sprachwissenschaft an der Universität Bern. 1974 erwarb er das Lizentiat in Germanistischer Linguistik und Dialektologie und legte die Zusatzprüfung in Allgemeiner Sprachwissenschaft ab, gefolgt von der Promotion 1975 summa cum laude in Germanistischer Linguistik und Dialektologie an der Universität Bern.

## Wissenschaftliche Tätigkeit
Von 1973 bis 1978 hatte er eine Assistenz an der Universität Bern inne, daneben war er nebenamtlicher professeur assistant für deutsche Sprache an der Universität Lausanne (1978–1984). Mit der Habilitationsschrift, unterstützt von Stipendien des Schweizerischen Nationalfonds und der Janggen-Pöhn-Stiftung zum Thema «Ritual und Sprache» habilitierte er sich 1981 an der Universität Bern und wurde zum Privatdozenten ernannt mit der venia docendi für Allgemeine Sprachwissenschaft.
1984 bis 1987 war er als Oberassistent an der Universität Bern tätig und von 1984 bis 1989 war er nebenamtlicher chargé de cours an der Universität Genf. Gleichzeitig hatte er eine stellvertretende Professur für Germanistische Linguistik an der Universität Mannheim inne und wurde dort anschliessend zum Professor C 2 für Germanistische Linguistik ernannt.
1988 erfolgte die Wahl zum ausserordentlichen Professor für Allgemeine Sprachwissenschaft an der Universität Bern. Nach Visiting Scholarships in Los Angeles bei Bernard Comrie und an der University of California bei E. Keenan so wie an der Ateneo de Manila University in Quezon City (Philippinen) wurde er 1992 zum ordentlichen Professor für Allgemeine Sprachwissenschaft an der Universität Bern ernannt.

## Forschung
Zu den wichtigsten Forschungsgebieten, mit denen sich Iwar Werlen befasst, gehören neben der Dialektologie die Mehrsprachigkeit, die Onomastik, Sprache und Ritual, die philippinischen Sprachen, die sprachliche Relativität und die Gesprächsforschung. Von 2007 bis 2010 war er Koordinator von LINEE (Languages in a Network of European Excellence), einem von der EU unterstützten Network of Excellence zum Thema sprachliche Diversität Europas. Er leitete mehrere Projekte des Schweizerischen Nationalfonds SNF zur Förderung der wissenschaftlichen Forschung und anderer Stiftungen.
Neben seiner akademischen Tätigkeit an der Universität Bern war er auch Präsident des vom Staatsrat des Kantons Wallis errichteten Kuratoriums für das Oberwalliser Orts- und Flurnamenbuch mit Sitz in Brig-Glis. Dieses ist 2024 in vier Bänden herausgekommen.
2008 wurde Iwar Werlens Werk mit dem Prix Rünzi aus dem Wallis honoriert.

## Bibliographie
- Schriftenverzeichnis Iwar Werlen (PDF; 61 kB)